# Monument à François Anneessens
Le monument à François Anneessens est une statue de style éclectique érigée à la mémoire de François Anneessens, doyen du métier des Quatre Couronnés exécuté en public sur la Grand-Place de Bruxelles en 1719 à l'époque des Pays-Bas autrichiens.

## Localisation
La statue se dresse sur la place Anneessens, face au boulevard Maurice Lemonnier et devant l'ancienne école communale primaire n° 13 de la Ville de Bruxelles construite en 1880 (devenue ultérieurement Institut Lucien Cooremans puis Haute École Francisco Ferrer).

## Historique
La place sur laquelle se dresse la statue est créée en 1639 : appelée initialement « Vieux Marché », elle est agrandie au XVIIIe siècle et prend sa forme actuelle entre 1867 et 1871 lors de la création des « boulevards du Centre » à la suite des travaux de voûtement de la Senne.
En 1873, lorsque le « Vieux Marché » est transféré à la place du Jeu de Balle, la place prend le nom du ministre libéral Joseph Lebeau.
En 1889, la place prend le nom de François Anneessens et le sculpteur Thomas Vinçotte (auteur du quadrige du Cinquantenaire) y érige une statue en hommage au doyen du métier des Quatre Couronnés décapité en 1719 pour avoir défendu les libertés communales contre le gouvernement autrichien.

## Le monument
Le monument est constitué d'une statue en marbre blanc, dressée sur un piédestal en pierre bleue de section rectangulaire.
La face est du piédestal, tournée vers le boulevard, affiche le nom du personnage tandis que la face sud affiche un hommage, gravé dans la pierre :

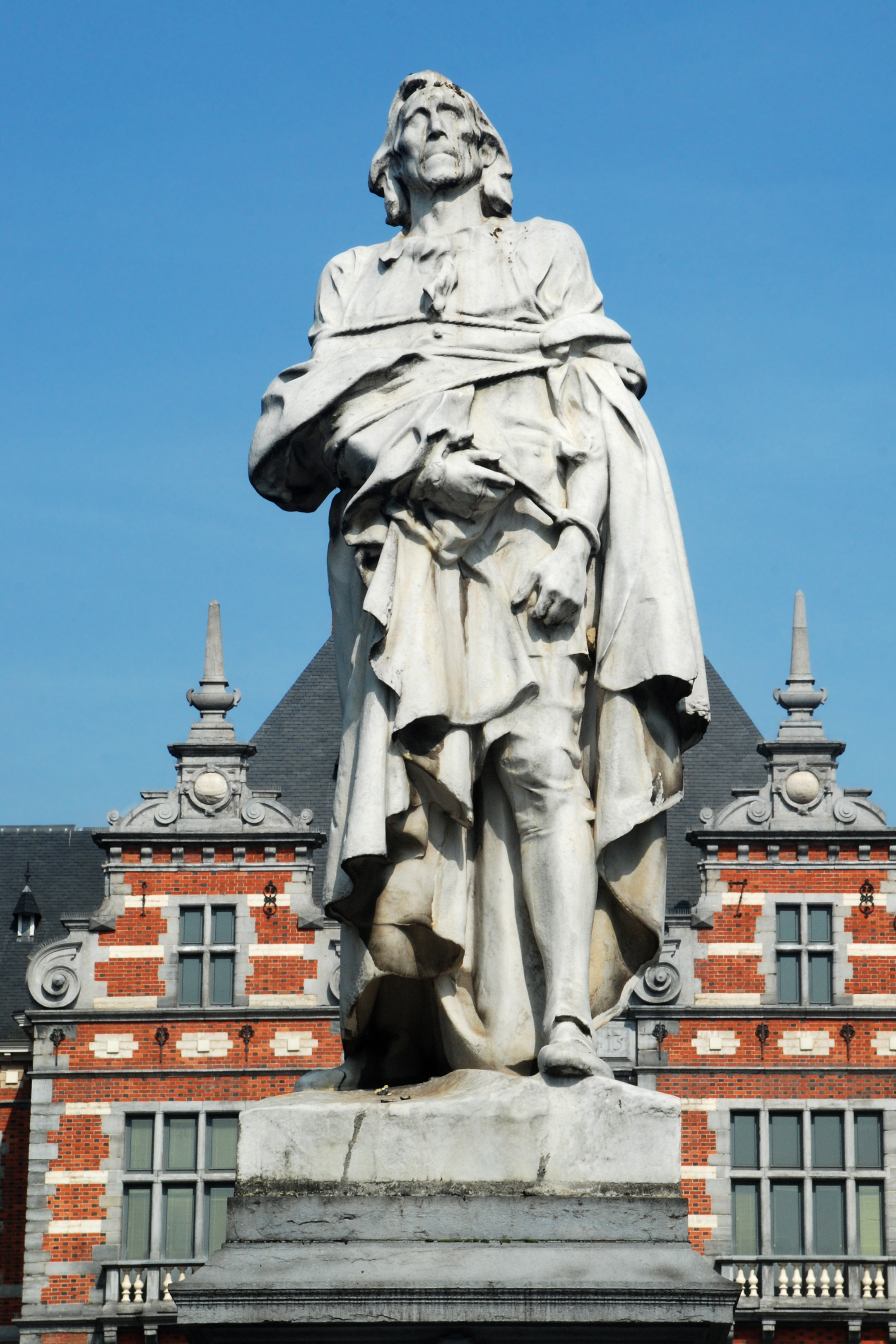
La statue en marbre blanc.

« Doyen du Métier
     
Des Quatre Couronnés
 
Né à Bruxelles
 
Le 25 février 1660
 
Mort sur l'échafaud

Le 19 septembre 1719

Pour Avoir Défendu

Les Franchises Communales

Le Peuple Reconnaissant

Le vénéra Comme Un Martyr »

## Accessibilité
Ce site est desservi par la station de prémétro Anneessens.